# Remedy (Little Boots)
Remedy è un singolo della cantante elettropop britannica Little Boots, pubblicato il 17 agosto 2009 dall'etichetta discografica Atlantic.
La canzone, scritta da RedOne e Victoria Heskhet e prodotta da RedOne, è stata tratta dall'album di debutto della cantante, Hands come secondo singolo dall'album e per essa è stato realizzato anche un video musicale.
I remix ufficiali della canzone sono stati realizzati da Wideboys Stadium Club, Kaskade, W and W e Style Of Eye.

## Tracce
Promo - CD-Maxi (Atlantic - (Warner)
1. Remedy (Radio Edit) - 3:28
2. Remedy (Wideboys Stadium Radio Edit) - 3:37
3. Remedy (Style Of Eye Remix) - 7:01
4. Remedy - 3:21

## Classifiche
| Classifica (2009) | Posizione massima |
| ----------------- | ----------------- |
| Belgio (Fiandre)  | 62                |
| Europa            | 21                |
| Irlanda           | 5                 |
| Giappone          | 13                |
| Nuova Zelanda     | 21                |
| Russia            | 28                |
| Regno Unito       | 6                 |